# 韩村河镇
韩村河镇，是中华人民共和国北京市房山區下辖的一个乡镇级行政单位。

## 行政区划
韩村河镇下辖以下地区：
大自然新城社区、东营村、赵各庄村、西营村、小次洛村、韩村河村、西东村、曹章村、七贤村、潘家庄村、郑庄村、崇义村、五侯村、岳各庄村、尤家坟村、东南章村、西南章村、龙门口村、二龙岗村、皇后台村、天开村、东周各庄村、西周各庄村、上中院村、下中院村、孤山口村、圣水峪村和罗家峪村。